# Lambert d'Ardres
Lambert d'Ardres, né vers 1160 et mort en 1227, est un chroniqueur français du XIIe siècle. Curé de la bourgade d'Ardres, non loin de Calais, il est le chroniqueur d'une chronique chevaleresque qui est l'une des plus pittoresques du nord de la France. Il s'agit de son seul écrit.
Cette chronique intitulée Historia comitum Ghisnensium retrace l'histoire des comtes de Guînes et des seigneurs d'Ardres. On y trouve aussi des légendes et des traditions féodales. Composée initialement entre 1194 et 1198, elle fut achevée en 1203. Elle a été éditée en 1855 sous le titre Chronique de Guines et d'Ardre par Denis-Charles Godefroy-Ménilglaise.

## Biographie
Lambert d'Ardres est issu d'une famille alliée à celle des Comtes de Guines. Il possède une culture certaine ce qui explique qu'il ait été choisi pour rédiger cette chronique.
Sa vie n'est connue que par ce qu'il en dit lui-même : il est curé d'Ardres depuis 1194. Il avait été marié avant d'entrer dans les ordres. Il a deux fils (Baudouin et Guillaume) qui sont eux-mêmes clercs et une fille Chrétienne ayant épousé un membre de la famille d'Ardres (Raoul lui-même fils de Robert, enfant naturel d'Arnoul III d'Ardres).
Selon M. Prevost, Lambert serait lui-même un arrière petit fils d'Arnoul I d'Ardres issu d'un enfant naturel de ce dernier (voir Seigneurs d'Ardres).
Curé d'Ardres, il célèbre à Ardres, en 1194 ou en 1200, le mariage d'Arnould I avec Béatrix III de Bourbourg.

## Œuvre

### Genèse
Lambert entreprend d'écrire sa chronique à la demande d'Arnould (futur Arnould II de Guînes), fils du comte Baudouin II de Guînes. À cette époque, la Cour de Guînes était une des plus puissantes et une des plus lettrées de la région sous l'impulsion notamment de Baudouin II qui, entre autres, fit traduire des œuvres en latin en français (c'est-à-dire à l'époque en roman).
Lambert va s'inspirer de différents textes, chartes, vies de saints et chroniques disponibles à l'époque. Il dédie son travail à Arnould II.
La chronique se divise en deux parties : la première contient l'histoire des Comtes de Guines jusqu'à Baudouin II, la seconde retrace l'histoire des seigneurs d'Ardres, quelques chapitres complémentaires retraçant l'activité du seigneur de Guînes contemporain de Lambert, le chapitre LXXXI dresse l'inventaire de la bibliothèque de Baudouin II.

### Style de l'œuvre
Lambert utilise un latin "ampoulé", parfois archaïque, multipliant les ornements factices qui constituaient l'art d'écrire à cette époque. Le style de Lambert ne manque pas d'un certain pédantisme.
Il aime à citer les poètes et reprend leurs formules qui alourdissent souvent son texte. Il multiplie les allusions érudites, l'hyperbole. 
Néanmoins, Lambert se montre très curieux à la culture profane (chansons de gestes, chroniques locales).
Et il montre un réel talent de conteur.

### Intérêt historique
L'intérêt historique réside assez peu dans la véracité des faits rapportés : Lambert ne montre pas toujours une très grande rigueur de ce point de vue, surtout pour les périodes anciennes. 
De plus, ne serait ce qu'en raison du commanditaire de l'œuvre, la chronique donne une image très positive, et non objective, des deux lignées, celle de Guînes et celle d'Ardres qui se sont réunies par le mariage de Baudouin II avec Christine (ou Chrétienne) d'Ardres. Lambert écrit « à la louange, à la gloire, en l'honneur » des familles de son commanditaire.
Enfin, Lambert, clerc, ferait montre d'une certaine misogynie dans son ouvrage.
En revanche, son œuvre offre un très grand intérêt dans ce qu'elle rapporte sur les coutumes et traditions féodales et chevaleresques : elle constitue de ce point de vue un reflet précieux du mode de vie de l'époque, sur les pratiques de cette Cour d'importance régionale (à l'époque, les comtes de Guînes représentent un réel pouvoir local, leurs alliances et guerres le démontrent) enfin sur les mœurs dans le comté de Flandres, une des paieries du royaume de France, et tout particulièrement sur le Boulonnais, le Calaisis et l'Ardrésis. 

### Postérité de l'œuvre
La chronique de Lambert d'Ardres connut une grande postérité. Il existe de nombreux manuscrits de la chronique de Lambert notamment dans les bibliothèques municipales de villes environnantes, dans les bibliothèques nationales de France et de Belgique. 
La chronique fit l'objet de plusieurs éditions tant anciennes que modernes dont celle de Denis Charles Godefroy Ménilglaise.
Des historiens prestigieux (ex : François Louis Ganshof) ont produit une étude sur cette œuvre qui continue de susciter l'intérêt des chercheurs.